# SM UC-64
SM UC-64 – niemiecki podwodny stawiacz min z okresu I wojny światowej, jedna z 64 zbudowanych jednostek typu UC II. Zwodowany 23 stycznia 1917 roku w stoczni AG Weser w Bremie, został przyjęty do służby w Kaiserliche Marine 22 lutego 1917 roku. W czasie służby operacyjnej w składzie Flotylli Flandria okręt odbył 15 patroli bojowych, w wyniku których zatonęło 26 statków o łącznej pojemności 20 473 BRT, a cztery statki o łącznej pojemności 14 012 BRT zostały uszkodzone. SM UC-64 zatonął na minie wraz z całą załogą w Cieśninie Kaletańskiej 20 czerwca 1918 roku.

## Projekt i budowa
Dokonania pierwszych niemieckich podwodnych stawiaczy min typu UC I, a także zauważone niedostatki tej konstrukcji, skłoniły dowództwo Cesarskiej Marynarki Wojennej z admirałem von Tirpitzem na czele do działań mających na celu budowę nowego, znacznie większego i doskonalszego typu okrętu podwodnego. Opracowany latem 1915 roku projekt okrętu, oznaczonego później jako typ UC II, tworzony był równolegle z projektem przybrzeżnego torpedowego okrętu podwodnego typu UB II. Głównymi zmianami w stosunku do poprzedniej serii były: instalacja wyrzutni torpedowych i działa pokładowego, zwiększenie mocy i niezawodności siłowni, oraz wzrost prędkości i zasięgu jednostki, kosztem rezygnacji z możliwości łatwego transportu kolejowego (ze względu na powiększone rozmiary).
SM UC-64 zamówiony został 12 stycznia 1916 roku jako jednostka z III serii okrętów typu UC II (numer projektu 41, nadany przez Inspektorat U-Bootów), w ramach wojennego programu rozbudowy floty . Został zbudowany w stoczni AG Weser w Bremie jako jeden z czterech okrętów III serii zamówionych w tej wytwórni. UC-64 otrzymał numer stoczniowy 262 (Werk 262)  . Stępkę okrętu położono 3 kwietnia 1916 roku , a zwodowany został 23 stycznia 1917 roku.

## Dane taktyczno-techniczne
SM UC-64 był średniej wielkości przybrzeżnym okrętem podwodnym o konstrukcji dwukadłubowej. Długość całkowita wynosiła 51,85 metra, szerokość 5,22 metra i zanurzenie 3,67 metra . Wykonany ze stali kadłub sztywny miał 39,3 metra długości i 3,61 metra szerokości, a wysokość (od stępki do szczytu kiosku) wynosiła 7,46 metra . Wyporność w położeniu nawodnym wynosiła 422 tony, a w zanurzeniu 504 tony. Jednostka miała wysoki, ostry dziób przystosowany do przecinania sieci przeciwpodwodnych; do jej wnętrza prowadziły trzy luki: pierwszy przed kioskiem, drugi w kiosku, a ostatni w części rufowej, prowadzący do maszynowni . Cylindryczny kiosk miał średnicę 1,4 metra i wysokość 1,8 metra, obudowany był opływową osłoną . Okręt napędzany był na powierzchni przez dwa 6-cylindrowe, czterosuwowe silniki wysokoprężne MAN S6V26/36 o łącznej mocy 440 kW (600 KM), a pod wodą poruszał się dzięki dwóm silnikom elektrycznym SSW o łącznej mocy 460 kW (620 KM) . Dwa wały napędowe obracały dwie śruby wykonane z brązu manganowego (o średnicy 1,9 metra i skoku 0,9 metra) . Okręt osiągał prędkość 11,9 węzła na powierzchni i 7,2 węzła w zanurzeniu . Zasięg wynosił 8000 Mm przy prędkości 7 węzłów w położeniu nawodnym oraz 59 Mm przy prędkości 4 węzłów pod wodą . Zbiorniki mieściły 43 tony paliwa , a energia elektryczna magazynowana była w dwóch bateriach akumulatorów 26 MAS po 62 ogniwa, zlokalizowanych pod przednim i tylnym pomieszczeniem mieszkalnym załogi. Okręt miał siedem zewnętrznych zbiorników balastowych . Dopuszczalna głębokość zanurzenia wynosiła 50 metrów , a czas wykonania manewru zanurzenia 40 sekund.
Głównym uzbrojeniem okrętu było 18 min kotwicznych typu UC/200 w sześciu skośnych szybach minowych o średnicy 100 cm, usytuowanych w podwyższonej części dziobowej jeden za drugim w osi symetrii okrętu, pod kątem do tyłu (sposób stawiania – „pod siebie”). Układ ten powodował, że miny trzeba było stawiać na zaplanowanej przed rejsem głębokości, gdyż na morzu nie było do nich dostępu (co znacznie zmniejszało skuteczność okrętów). Wyposażenie uzupełniały dwie zewnętrzne wyrzutnie torped kalibru 500 mm (umiejscowione powyżej linii wodnej na dziobie, po obu stronach szybów minowych), jedna wewnętrzna wyrzutnia torped kal. 500 mm na rufie (z łącznym zapasem 7 torped) oraz umieszczone przed kioskiem działo pokładowe kal. 88 mm L/30, z zapasem amunicji wynoszącym 130 naboi . Okręt wyposażony był w dwa peryskopy Zeissa: wachtowy i bojowy oraz radiostację z podnoszonym masztem o wysokości 10 metrów. Wyposażenie uzupełniała kotwica grzybkowa o masie 272 kg .
Załoga okrętu składała się z 3 oficerów oraz 23 podoficerów i marynarzy.

## Służba

### 1917 rok
Z dniem 1 lutego 1917 roku, rozkazem szefa sztabu admiralicji niemieckiej z 12 stycznia tego roku, U-Booty należące do czterech flotylli Hochseeflotte, Flotylli Flandria i Flotylli Pola rozpoczęły nieograniczoną wojnę podwodną. 22 lutego SM UC-64 został przyjęty do służby w Cesarskiej Marynarce Wojennej . Dowództwo jednostki objął por. mar. (niem. Oberleutnant zur See) Ernst Müller-Schwarz, dowodzący wcześniej UB-16 . Po okresie szkolenia okręt został 13 maja 1917 roku przydzielony do Flotylli Flandria .
20 maja nieopodal Terschelling U-Boot zatrzymał i po ewakuacji załogi próbował zatopić przy pomocy działa pokładowego i ładunków wybuchowych zbudowany w 1881 roku holenderski żaglowiec „Voorwaarts” o pojemności 114 BRT, płynący z ładunkiem tarcicy i stempli z Karlskrony do Rotterdamu. Statek został odholowany do Great Yarmouth, gdzie uznano go za nienadający się do naprawy . Trzy dni później u wybrzeży Holandii okręt zatrzymał i po zdjęciu załogi zatopił zbudowany w 1898 roku holenderski żaglowiec „Alberdina” (100 BRT), płynący z Saint-Valery-en-Caux do Rotterdamu z ładunkiem kamieni i gipsu .
21 czerwca w okolicy Schagen UC-64 zatopił bez strat w ludziach zbudowany w 1911 roku holenderski żaglowy statek rybacki „Hendrika” o pojemności 109 BRT . Trzy dni później jego los podzielił zbudowany w 1914 roku holenderski parowiec „Telegraaf XVIII” (306 BRT), przewożący ładunek drobnicy na trasie Rotterdam – Londyn, zatopiony w odległości 26 Mm na zachód od Hoek van Holland .
16 lipca na wodach Noordhinder Bank okręt zatrzymał i zatopił pochodzący z 1910 roku holenderski żaglowiec z pomocniczym napędem motorowym „Timor” o pojemności 135 BRT, przewożący smołę z Londynu do Rotterdamu . Miesiąc później, 17 sierpnia, na postawioną przez okręt podwodny minę wszedł zbudowany w 1897 roku francuski trawler „Esperance” (97 BRT). Jednostka zatonęła 10 Mm na północny zachód od Le Tréport ze stratą 10 członków załogi .
13 września nowym kapitanem UC-64 został mianowany por. mar. Erich Hecht, dowodzący wcześniej UC-4 . 16 września w odległości 8 Mm od IJmuiden U-Boot zatrzymał i po ewakuacji załogi zatopił zbudowany w 1916 roku motorowy statek rybacki „Eendracht VII” o pojemności 251 BRT . Nazajutrz na wschód od Kingston upon Hull okręt zatopił zbudowany w 1894 roku francuski parowiec „Paraciers” (2542 BRT), transportujący węgiel z Newcastle upon Tyne do Boulogne (nikt nie zginął) . 22 września w odległości 5 Mm na południowy wschód od latarni morskiej Flamborough został zatopiony bez strat w załodze pochodzący z 1897 roku francuski parowiec „Ville De Valenciennes” o pojemności 1734 BRT, przewożący węgiel z Newcastle upon Tyne do Bordeaux .
18 października u północnych wybrzeży Kornwalii UC-64 wykonał dwa skuteczne skryte ataki torpedowe, zatapiając zbudowany w 1884 roku norweski parowiec „Altair” o pojemności 1674 BRT, płynący z Rouen do Cardiff (na pozycji 50°31′N 5°17′W/50,516667 -5,283333, ze stratą pięciu załogantów)  oraz o rok starszy brytyjski parowiec „Sten” (928 BRT), transportujący węgiel z Barry do Saint-Malo, zatopiony o godzinie 14:10 na pozycji 50°19′N 5°26′W/50,316667 -5,433333 (na pokładzie śmierć poniosło dziewięć osób, w tym kapitan)  . Niemal miesiąc później, 16 listopada na postawionej przez okręt minie zatonął nieopodal Dieppe zbudowany w 1907 roku francuski drewniany jol „Jules Verne” o pojemności 157 BRT . 27 listopada w odległości 13 Mm na północny wschód od latarni morskiej Lizard U-Boot zatopił zbudowany w 1880 roku francuski parowiec „Ville De Thann” (1416 BRT), płynący pod balastem z Hawru do Newport (obyło się bez strat w ludziach) .
4 grudnia na postawioną przez UC-64 minę wszedł zbudowany w 1904 roku brytyjski parowiec „Manchester Mariner” o pojemności 4106 BRT, płynący z Leith z ładunkiem węgla, który doznał uszkodzeń na południe od Falmouth (nikt nie zginął) . 14 grudnia na tych samych wodach na minę wpłynął też zbudowany w 1910 roku uzbrojony brytyjski parowiec „Volnay” (4610 BRT), przewożący materiały należące do Admiralicji z Montrealu do Plymouth (statek zatonął bez strat w załodze na pozycji 50°04′N 5°03′W/50,066667 -5,050000)  . 19 grudnia 30 Mm na południowy zachód od Barfleur okręt storpedował i zatopił zbudowany w 1913 roku norweski parowiec „Borgsten” o pojemności 1718 BRT, płynący pod balastem z Rouen do Newport (nikt nie zginął) . Tego dnia U-Boot uszkodził na tych samych wodach zbudowany w 1894 roku brytyjski parowiec „Trevelyan” (3066 BRT), płynący z Rouen do Barry (statek został sztrandowany nieopodal Barfleur, a później został podniesiony i naprawiony) . 23 grudnia na południe od Scilly okręt zatrzymał zbudowany w 1883 roku norweski żaglowiec „Manicia” o pojemności 1868 BRT, płynący pod balastem z Southampton do Zatoki Delaware, jednak mimo ostrzału z działa pokładowego statek nie zatonął i został później doholowany do portu .

### 1918 rok
20 stycznia w odległości 1 Mm na wschód od latarni morskiej Nab Tower na postawionej przez UC-64 minie został uszkodzony zbudowany w 1912 roku brytyjski parowiec „Queen Margaret” (4972 BRT), przewożący ładunek drobnicy z Halifax do Boulogne (nikt nie zginął) . 26 stycznia okręt zatopił dwie brytyjskie jednostki: zbudowany w 1893 roku kecz rybacki „May” o pojemności 24 BRT (bez strat w ludziach w odległości 18 Mm na południowy wschód od latarni morskiej Berry Head)  oraz pochodzący z 1867 roku drewniany szkuner „Rob Roy” (112 BRT), płynący pod balastem z Fécamp do Teignmouth, zatrzymany i zatopiony po ewakuacji załogi ogniem artyleryjskim w odległości 20 Mm na południowy zachód od latarni morskiej St Catherine (na pozycji 50°17′N 1°30′E/50,283333 1,500000)  .
23 lutego komendę nad załogą UC-64 objął por. mar. Ferdinand Schwartz, dowodzący wcześniej UC-11 . 28 marca nieopodal Whitby ofiarą działalności U-Boota padły cztery brytyjskie motorowe łodzie rybackie, zatrzymane i zatopione po ewakuacji załóg: „Botha” (17 BRT), „Brotherly Love” (19 BRT), „Honora” (29 BRT) i „Noel” (21 BRT) . Trzy dni później w odległości 4 Mm na wschód od Seaham okręt storpedował bez ostrzeżenia i zatopił zbudowany w 1899 roku uzbrojony brytyjski parowiec „Vianna” o pojemności 401 BRT, płynący z ładunkiem węgla z Newcastle upon Tyne do Ipswich (na pozycji 54°50′N 1°12′W/54,833333 -1,200000, zginęły cztery osoby)  .
23 kwietnia na postawioną przez UC-64 nieopodal Skegness minę wszedł zbudowany w 1896 roku brytyjski uzbrojony parowiec „Laurium” (582 BRT), płynący z ładunkiem węgla z Kingston upon Hull do Rouen (na pokładzie śmierć poniósł jeden marynarz)  . Dwa dni później nieopodal latarni morskiej Flamborough okręt storpedował płynący w konwoju HZ-26 zbudowany w 1883 roku szwedzki parowiec „Sote” o pojemności 1353 BRT, transportujący drobnicę z Göteborga do Londynu. W wyniku eksplozji zginęła jedna osoba, a statek przełamał się na dwie części – dziobową odholowała do Bridlington kanonierka HMS „Cicala”, a rufowa została wysadzona na rzece Humber . 26 kwietnia w odległości 5 Mm na południowy wschód od Seaham U-Boot storpedował bez ostrzeżenia i zatopił zbudowany w 1913 roku uzbrojony brytyjski parowiec „Llwyngwair” o pojemności 1304 BRT, płynący pod balastem z Dunkierki do Newcastle upon Tyne (zginęło ośmiu członków załogi statku wraz z kapitanem)  . 23 maja w odległości 7 Mm na południowy wschód od latarni morskiej Trevose Head okręt storpedował i zatopił zbudowany w 1914 roku norweski parowiec „Mefjord” o pojemności 720 BRT, płynący z ładunkiem węgla z Newport do Rouen (na pozycji 50°28′N 5°11′W/50,466667 -5,183333, nikt nie zginął) .
18 czerwca okręt wyszedł na kolejną operację, z zadaniem postawienia zagród minowych pod Brestem i u ujścia Żyrondy. 20 czerwca, kiedy U-Boot był w trakcie pokonywania na powierzchni Cieśniny Kaletańskiej, został o godzinie 4:15 zmuszony do zanurzenia przez wrogi uzbrojony trawler i siedem dryfterów. SM UC-64 wpłynął na minę i zatonął wraz z całą, liczącą 30 osób załogą na pozycji 50°58′N 1°23′W/50,966667 -1,383333 .

### Podsumowanie działalności bojowej
SM UC-64 odbył 15 rejsów operacyjnych, w wyniku których zatonęło 26 statków o łącznej pojemności 20 473 BRT, a cztery statki o łącznej pojemności 14 012 BRT zostały uszkodzone . Na pokładach zatopionych i uszkodzonych jednostek zginęło co najmniej 38 osób, w tym 10 na francuskim trawlerze „Esperance”  . Pełne zestawienie zadanych przez niego strat przedstawia poniższa tabela :
| Data                 | Nazwa                   | Państwo         | Tonaż       | Los jednostki |
| -------------------- | ----------------------- | --------------- | ----------- | ------------- |
| 20 maja 1917         | „Voorwaarts”            | Holandia        | 114         | zatopiony     |
| 23 maja 1917         | „Alberdina”             | Holandia        | 100         | zatopiony     |
| 21 czerwca 1917      | „Hendrika”              | Holandia        | 109         | zatopiony     |
| 24 czerwca 1917      | „Telegraaf XVIII”       | Holandia        | 306         | zatopiony     |
| 16 lipca 1917        | „Timor”                 | Holandia        | 135         | zatopiony     |
| 17 sierpnia 1917     | „Esperance”             | Francja         | 97          | zatopiony     |
| 16 września 1917     | „Eendracht VII”         | Holandia        | 251         | zatopiony     |
| 17 września 1917     | „Paraciers”             | Francja         | 2542        | zatopiony     |
| 22 września 1917     | „Ville De Valenciennes” | Francja         | 1734        | zatopiony     |
| 18 października 1917 | „Altair”                | Norwegia        | 1674        | zatopiony     |
| 18 października 1917 | „Sten”                  | Wielka Brytania | 928         | zatopiony     |
| 16 listopada 1917    | „Jules Verne”           | Francja         | 157         | zatopiony     |
| 27 listopada 1917    | „Ville De Thann”        | Francja         | 1416        | zatopiony     |
| 4 grudnia 1917       | „Manchester Mariner”    | Wielka Brytania | 4106        | uszkodzony    |
| 14 grudnia 1917      | „Volnay”                | Wielka Brytania | 4610        | zatopiony     |
| 19 grudnia 1917      | „Borgsten”              | Norwegia        | 1718        | zatopiony     |
| 19 grudnia 1917      | „Trevelyan”             | Wielka Brytania | 3066        | uszkodzony    |
| 23 grudnia 1917      | „Manicia”               | Norwegia        | 1868        | uszkodzony    |
| 20 stycznia 1918     | „Queen Margaret”        | Wielka Brytania | 4972        | uszkodzony    |
| 26 stycznia 1918     | „May”                   | Wielka Brytania | 24          | zatopiony     |
| 26 stycznia 1918     | „Rob Roy”               | Wielka Brytania | 112         | zatopiony     |
| 28 marca 1918        | „Botha”                 | Wielka Brytania | 17          | zatopiony     |
| 28 marca 1918        | „Brotherly Love”        | Wielka Brytania | 19          | zatopiony     |
| 28 marca 1918        | „Honora”                | Wielka Brytania | 29          | zatopiony     |
| 28 marca 1918        | „Noel”                  | Wielka Brytania | 21          | zatopiony     |
| 31 marca 1918        | „Vianna”                | Wielka Brytania | 401         | zatopiony     |
| 23 kwietnia 1918     | „Laurium”               | Wielka Brytania | 582         | zatopiony     |
| 25 kwietnia 1918     | „Sote”                  | Szwecja         | 1353        | zatopiony     |
| 26 kwietnia 1918     | „Llwyngwair”            | Wielka Brytania | 1304        | zatopiony     |
| 23 maja 1918         | „Mefjord”               | Norwegia        | 720         | zatopiony     |
| RAZEM                | RAZEM                   | zatopione:      | zatopione:  | 26            |
| RAZEM                | RAZEM                   | uszkodzone:     | uszkodzone: | 4             |